# فرودگاه آبشار چرچیل
فرودگاه آبشار چرچیل (به انگلیسی: Churchill Falls Airport) یک فرودگاه همگانی با کد یاتا ZUM است که یک باند فرود آسفالت دارد و طول باند آن ۱۶۷۶ متر است. این فرودگاه در کشور کانادا قرار دارد و در ارتفاع ۴۴۰ متری از سطح دریا واقع شده‌است.

## شرکت‌های هواپیمایی و مقصدهای پروازی
| شرکت‌های هواپیمایی | مقصدهای پروازی      |
| ----------------- | ------------------- |
| پروونشل ایرلاینز  | سی‌اف‌بی گوس بی، وابش |